# Henk Mouwe
Henk Mouwe (Sneek, 15 april 1952) is een Nederlandse voormalige presentator op televisie en radio.

## Biografie
Op vijfjarige leeftijd verhuisde Mouwe met zijn ouders van Sneek naar het Gelderse Heerde. Later ging hij studeren aan de pedagogische academie, maar hij koos uiteindelijk voor de radio- en televisiewereld.

## Carrière
Nadat Mouwe in 1973 zijn opleiding had afgerond, ging hij aan de slag als radio-omroeper en presentator bij de NCRV. Op Hilversum 3 presenteerde hij de Nationale Tip 30, LP Pop Special, Gospelrock, Vroeg op, Popstation, Wie weet waar Willem Wever woont, Heer en meester, Matineus met Mouwe en cd-box.
Vanaf 1982 was hij, naast zijn radiowerk, ook regelmatig te zien op de televisie bij diezelfde omroep. Op tv presenteerde hij It's All in the Game, Stedenspel, Verre Vrienden en Boggle. Ook was hij te zien in het tv-programma Woordroof. In totaal heeft Henk Mouwe 23 jaar voor de NCRV gewerkt. Hij verliet de omroep in 1996. Aanleiding voor zijn vertrek was een meningsverschil over zijn rol als presentator en omroeper. Volgens de NCRV zou hij niet genoeg "kleur" hebben, en zou zijn imago weliswaar "keurig" zijn, maar niet echt "prikkelend". De omroep bracht zijn werkzaamheden aanzienlijk terug, waarop Mouwe besloot de eer aan zichzelf te houden en zijn dienstverband bij de NCRV te beëindigen.
Hierna ging hij werken als radio- en televisiepresentator bij Omroep Gelderland. Hier presenteerde hij het tv-programma De Zomereditie. Ook presenteerde hij sinds 2000 dagelijks tussen 14 en 17 uur het radioprogramma De muziekmiddag. In 2006 vertrok hij bij Omroep Gelderland en ging voor Omroep MAX op NPO Radio 5 tussen 7 en 10 (sinds september 2008 tussen 6 en 10) het dagelijkse ochtendprogramma Wekker-Wakker! presenteren. Hij deed dit samen met Martine van Os, vanaf oktober 2008 met Léonie Sazias, vanaf eind 2012 met Myrna Goossen en tot eind 2017 met Manuëla Kemp. In oktober 2017 werd bekend dat Henk Mouwe eind van dat jaar met pensioen zou gaan en daarmee bij Omroep Max zou vertrekken. In de zomer van 2018 presenteerde hij toch weer een programma, nu bij Radio M Utrecht in het weekeinde "de zomer van Henk". In de winter van 2018-2019 presenteerde hij, ook in het weekeinde, het programma “Gouwe Mouwe”.

## Trivia
- Mouwe is het onderwerp geworden van een gevleugelde kreet uit de Dik Voormekaar Show, uitgesproken door de figuur van Ome Joop: Kan die Henk Mouwe zijn kop houwe! In 2010 verklaart Mouwe hierover: "[...] het is 30 jaar geleden, ik kom daar nooit vanaf. En ik vind het heel leuk, ik vind het heel knap van André van Duin. Dat je zoiets negatiefs, want kop houwe is heel negatief eigenlijk, dat je dat zo om kan buigen dat het heel positief is."[4]
- Jarenlang waren 's nachts de meeste radiozenders uit de lucht. Voor de uitzendingen begonnen was er dan om 6.55 uur (zondag 7.55 uur) het pauzeteken dat op Hilversum 3 bestond uit een synthesizer die de eerste tonen van het Wilhelmus speelde, met daarna de woorden "Hilversum 3", en vanaf 1 december 1985 "Radio 3", ingesproken door Mouwe.[5]
- Mouwe was de levenspartner van Skip Voogd.[6]